# Lion Ferry

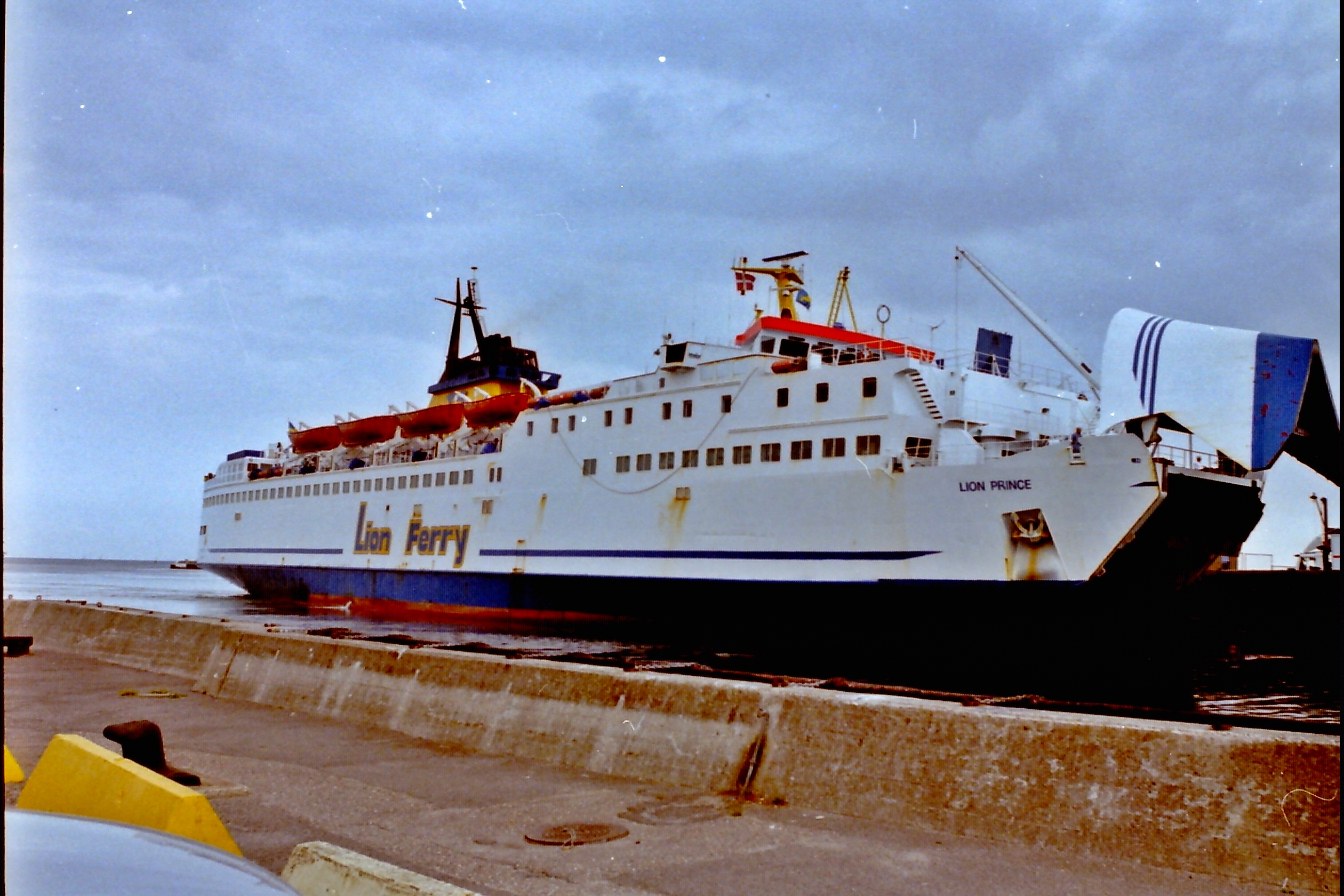
M/S Lion Prince, byggd 1969, åren 1985–1987 benämnd M/S Europafärjan I

Lion Ferry grundades 1959 av Bonnierkoncernen som ett färjerederi för trafik i Kattegatt mellan Sverige och Danmark. Bonnierkoncernen hade redan på 1950-talet haft viss rederiverksamhet med några styckegodsfartyg under namnet Lion Steamship. Lion Ferry hade huvudkontor i Halmstad.

## Historik
Lion Ferry hade svårighet att komma åt lämpliga hamnar för sin trafik över Kattegatt, eftersom de bästa hamnarna redan var upptagna av andra rederier, vilket ledde till att restiden för Lion Ferrys färjor blev längre än för konkurrenterna. 
Lion Ferrys första färja M/S Prins Bertil sattes in i reguljär trafik mellan Halmstad och Århus i juni 1960. Hon tog 900 passagerare, 80 personbilar och 10 lastbilar. Trots hård konkurrens om passagerarna över Kattegatt, expanderade rederiet och köpte 1964 ett större fartyg, som också fick namnet M/S Prins Bertil  för att ersätta den första M/S Prins Bertil. Ersättaren tog endast 750 passagerare, men var snabbare och tog betydligt fler bilar (162) och lastbilar (24).
Genom köp av det norska rederiet Europafærgen 1965 kom Lion Ferry över färjeläget i Grenå och kunde då köra de kortare rutterna Halmstad-Grenå och Varberg-Grenå. 
Från 1965 trafikerade Lion Ferry också Trelleborg–Travemünde med en nya färja, M/S Gustav Vasa, som chartrats av SJ. Rutten för denna färja ändrades till Malmö– Trelleborg - Travemünde, för att senare endast gå Malmö–Travemünde.
År 1967 startades en ny tysklandslinje Halmstad–Köpenhamn–Travemünde med färjan M/S Kronprins Carl Gustaf, men detta blev kortvarigt och verksamheten lades ner redan i december samma år.
Från mitten av 1970-talet avvecklade Lion Ferry sina linjer. Rederiets sista var linjen Varberg–Grenå, vilken såldes 1982 till Stena Line. Stena Line använde först "Europafärjan" som varumärke, men använde senare Lion Ferry som varumärke för bland annat färjelinjen Varberg–Grenå från 1985.

## Lion Alpin
En sidogren av Lion Ferry var samarbetet med Skidexpressen under början av 1980-talet, som rederiet tog över efter några år och gav namnet "Lion Alpin". Firmanamnet "Lion Alpin" köptes av den största danska skidresearangören Hojmark Rejser A/S. 

## Skorstensmärke
Bonniers Lion Ferry färjor hade från början skorstensmärket rött B på gul botten, men 1970 infördes flaggan med lejonet på skorstenarna. När Stena Line ändrade namnet på sina färjor till Lion Ferry, hade de samma logotyp som Bonniers, men med lejon som tittade bakåt.

## Fartyg i urval
- M/S Prins Bertil
- M/S Prins Bertil (II)
- M/S Gustav Vasa, byggd 1973
- Nils Dacke, byggd 1975